# La Maná (kanton)
La Maná – kanton w Ekwadorze, w prowincji Cotopaxi. Stolicą kantonu jest La Maná.